# Aubergenville
Aubergenville település Franciaországban, Yvelines megyében. Lakosainak száma 12 540 fő (2022. január 1.). Aubergenville Aulnay-sur-Mauldre, Bazemont, Épône, Flins-sur-Seine, Gargenville, Juziers és Nézel községekkel határos.

## Népesség
A település népességének változása:
| Lakosok száma | 11 576 | 11 557 | 11 691 | 11 817 | 11 974 | 12 152 | 12 082 | 12 317 | 12 540 |
|               | 2013   | 2015   | 2016   | 2017   | 2018   | 2019   | 2020   | 2021   | 2022   |